# Carlosturanite
La carlosturanite è un minerale.